# Coronado (opera teatrale)
Coronado è l'unico testo teatrale scritto da Dennis Lehane, autore statunitense conosciuto soprattutto per i suoi thriller, gialli o altra narrativa di genere.
Il testo teatrale è uno sviluppo del racconto Until Gwen dello stesso Lehane.

## Trama
Il testo presenta tre intrecci articolati su diversi piani temporali. Nel primo, Will e Gina pianificano e mettono in atto l'omicidio del marito di lei, Hal, per poter godere liberamente della propria passione. Nel secondo, una paziente ricatta e tortura psicologicamente il proprio psichiatra con il quale ha avuto una relazione. Nel terzo, Bobby è appena uscito di prigione dopo una rapina andata male: lui e il padre si affrontano in un duello dialettico, dove Bobby vuole sapere quale sia stato il destino di Gwen, la sua ragazza, anche lei complice della rapina, e il padre dove si trovi il diamante oggetto della rapina e ora scomparso.
Nel corso della trama, si svela come Will e il padre di Bobby da una parte, Gina e la paziente dall'altra siano lo stesso personaggio in diverse fasi della propria vita. Il terzo intreccio si conclude con la scoperta sia del nascondiglio del diamante sia dell'omicidio di Gwen da parte del padre e la sua uccisione da parte di Bobby.

## Rappresentazioni in Italia
Coronado è stato messo in scena dal Teatro Stabile di Genova, nella propria rassegna di drammaturgia contemporanea del 2009, traduzione di Luca Viganò, regia di Marco Ghelardi, con Luchino Giordana, Alex Sassatelli, Roberto Serpi, Mariella Speranza, Giuseppe Amato, Gabriele Gallinari, Elena Gigliotti, Federica Sandrini, Viviana Strambelli, luci Sandro Sussi.

## Curiosità
Il testo è stato scritto da Dennis Lehane per il fratello, Gerry Lehane, attore. Dice lo stesso Lehane che ha cercato di dedicargli il personaggio più 'cattivo' che fosse in grado di inventare (il padre di Bobby).